# 帽斗栎
帽斗栎（学名：Quercus guyavaefolia）是壳斗科栎属的植物，为中国的特有植物。分布于中国大陆的四川、云南等地，生长于海拔2,500米至4,000米的地区，常生于山地、云杉林下或冷杉林下，目前尚未由人工引种栽培。